# Vítězné náměstí

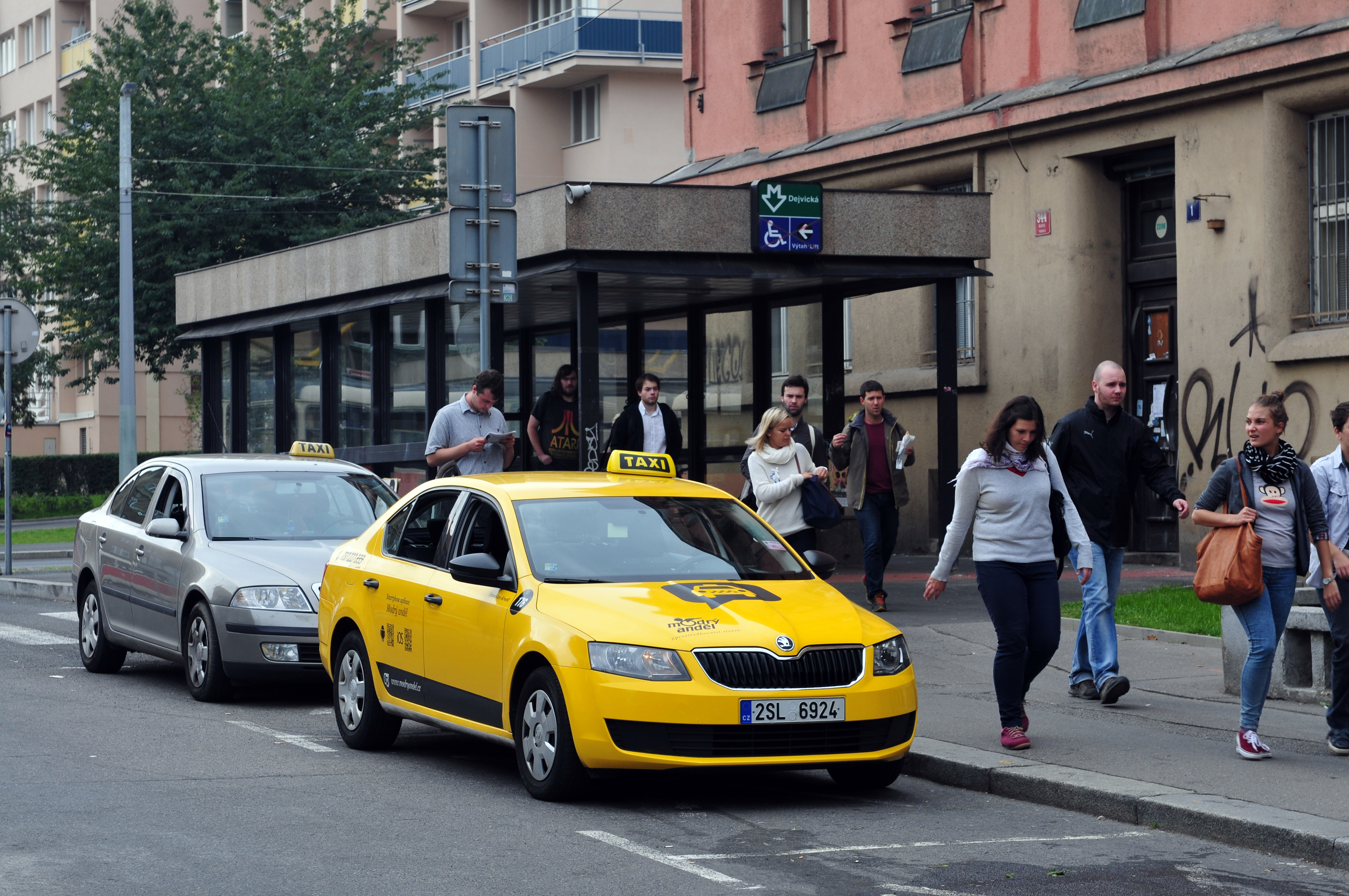
Metro Dejvická

Vítězné náměstí, lidově zvané též Kulaťák, je podkovovité náměstí v Praze na rozhraní Dejvic a Bubenče. Nachází se na něm kruhový objezd, do něhož ústí čtyři ulice (Svatovítská, Československé armády, Evropská a Jugoslávských partyzánů), s tramvajovou křižovatkou uprostřed, pod ním pak stanice metra Dejvická. Vzniklo v roce 1925. Kruhový objezd ma v průměru zhruba 94 metrů s rozpojením tramvajových kolejí do směrů Nádraží Podbaba, Dědina a Hradčanská do tvaru T situovaného ve středu kruhového objezdu.

## Historie

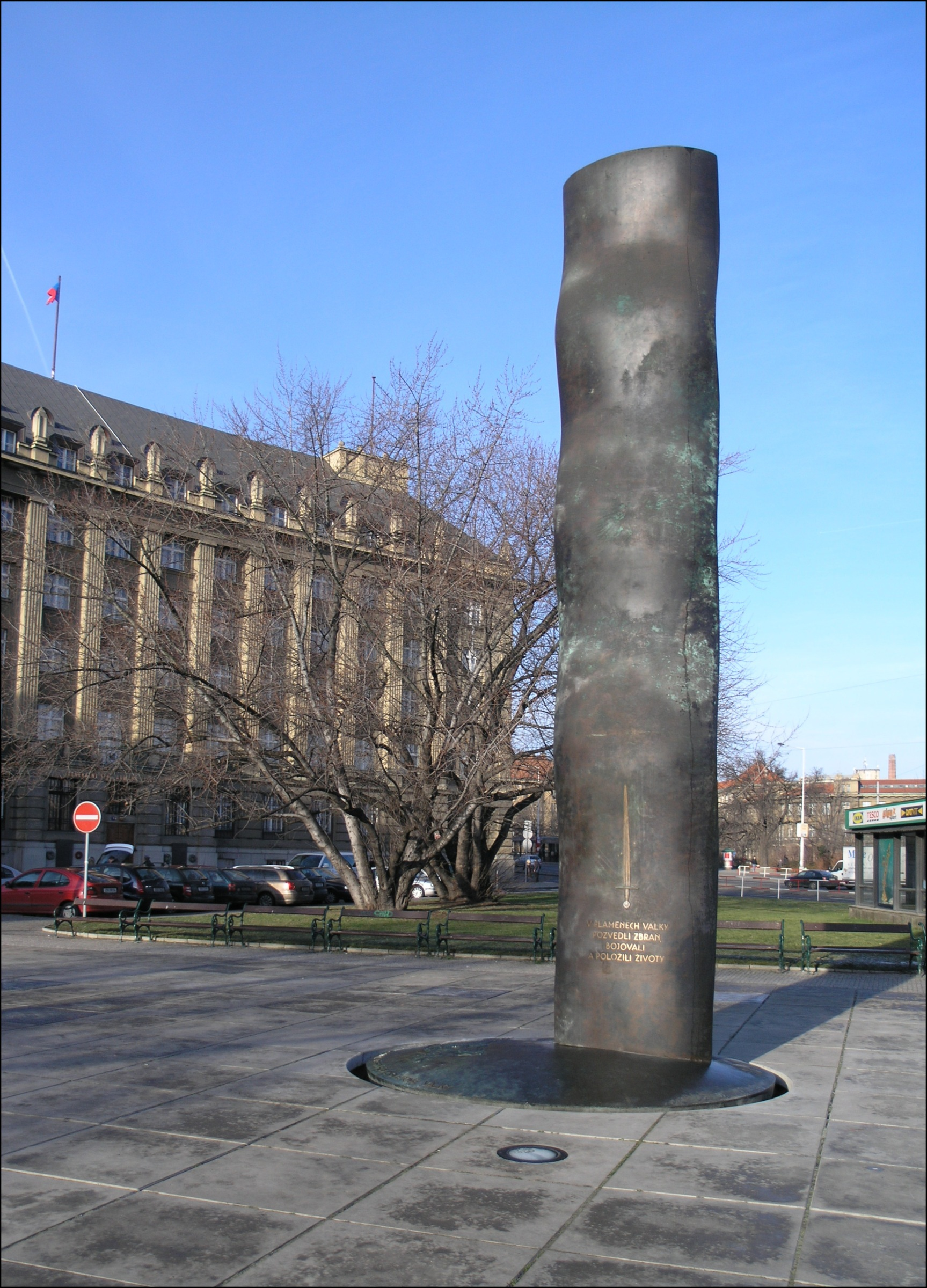
Památník československým vojákům. V pozadí průčelí generálního štábu, prohnuté do tvaru náměstí.

Oproti svažitému okolí je prostor náměstí relativně rovinný a již dříve zde bývala významná křižovatka, odkud se rozbíhaly tři cesty: k dejvickému nádraží a Písecké bráně do Prahy na jihovýchodě, na západě do Vokovic a na Veleslavín a na severu k Vltavě do Podbaby. Při křižovatce, kde se říkalo Na Růžku, stála škola postavená kolem roku 1870 a hospoda.
Urbanistické řešení nového severozápadního města bylo v roce 1920 svěřeno na základě soutěže architektu Antonínu Engelovi. Ten zde vyprojektoval hlavní, centrální náměstí celé čtvrti. Stavba náměstí však byla přerušena velkou hospodářskou krizí a již nebyla dokončena. Od svého vzniku v roce 1925 až do roku 1940 se nazývalo Vítězné. Stalo se tak na počest vítězného boje čs. lidu za národní samostatnost, který vyvrcholil v roce 1918 vyhlášením samostatné Československé republiky. V roce 1942 byla tramvajová trať přesunuta z kruhového objezdu do středu. 

### Pomník Edvarda Beneše
Po druhé světové válce došlo ve spolupráci s Englem k dalším úpravám náměstí. Byly dostaveny některé proluky v jinak dokončené části náměstí. V roce 1946 bylo rozhodnuto o pojmenování náměstí jako Náměstí dr. Edvarda Beneše. V jeho severozápadní části před budovou Kloknerova ústavu byl v roce 1947 zbudován monumentální pomník ve tvaru pylonovitého obelisku, který byl opatřen iniciály EB a motivem z malého znaku Československé republiky. 27. října 1947 došlo ke slavnostnímu přejmenování náměstí a oficiálnímu odhalení pomníku. Po plném uchopení moci komunisty byl tento pomník zničen a v roce 1952 bylo náměstí přejmenováno na Náměstí Říjnové revoluce.

### Další období
V 70. letech zde byla vybudována stanice metra Leninova. V roce 1972 byla v severovýchodní části náměstí odhalena socha V. I. Lenina podle návrhu sochaře Ludvíka Kodyma a jeho manželky Boženy. Po sametové revoluci byla socha odstraněna a její sokl sloužil jako překážka pro skateboardisty. V roce 2007 Magistrát hlavního města Prahy vedený bývalým starostou Prahy 6 Pavlem Bémem (ODS) za podpory tehdejšího starosty Prahy 6 Tomáše Chalupy (ODS) nechal zbytky pomníku odstranit. Později byl blíže ke generálnímu štábu vybudován památník československým vojákům z 2. světové války.
Historické názvy
- Vítězné náměstí (1925 –1940)
- Platz der Wehrmacht / náměstí Branné moci (1940–1945)
- náměstí dr. Edvarda Beneše (1946–1952)
- náměstí Říjnové revoluce (1952–1990)

### Lední medvěd

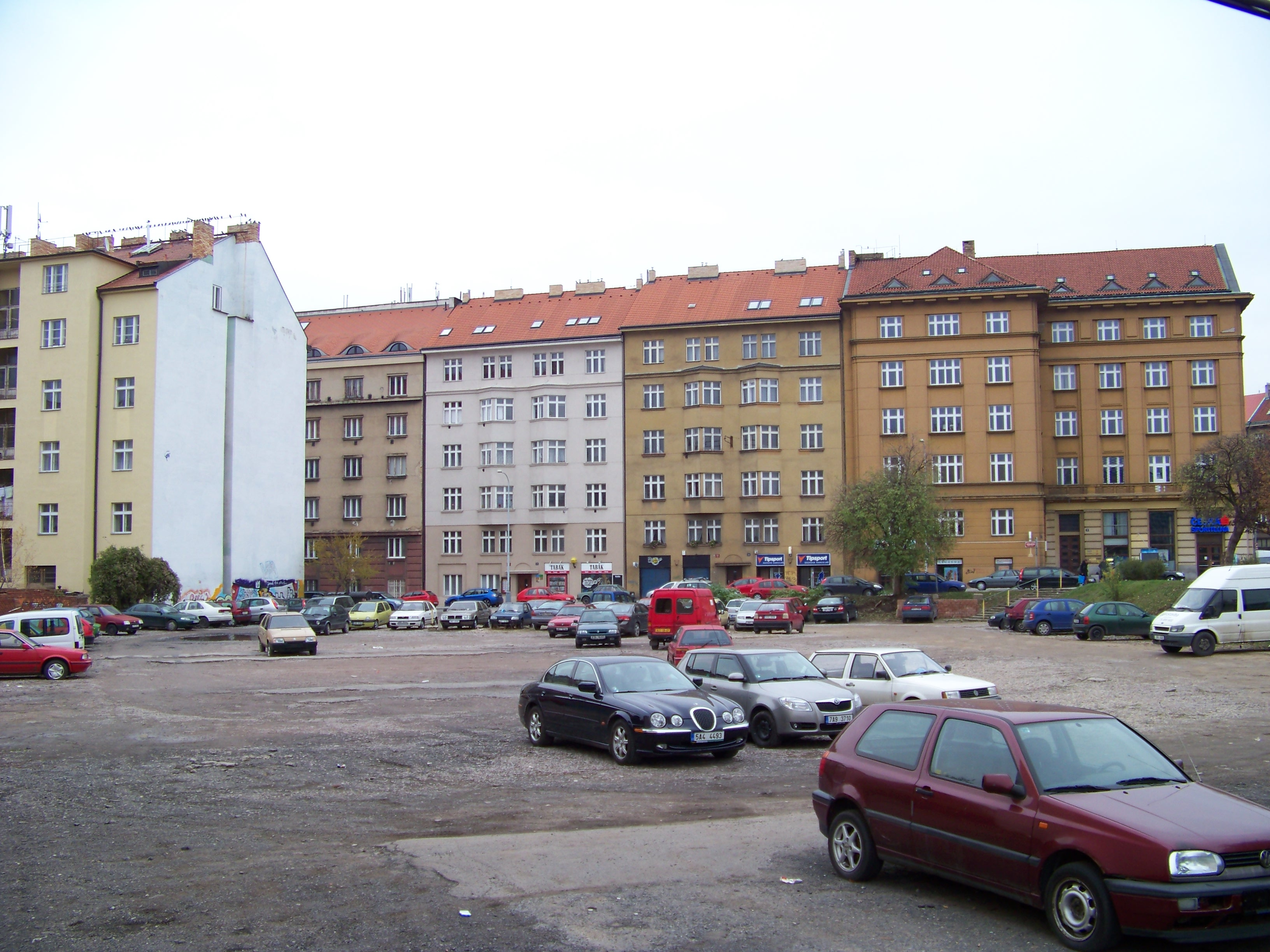
Provizorní parkoviště, budoucí staveniště.

V místě provizorního parkoviště, na východ od ulice Jugoslávských partyzánů, kde měla původně stát radnice, byla plánovaná stavba nové polyfunkční budovy LINE. Stavba byla zaštítěna finanční skupinou PPF Petra Kellnera. Její světlá barva a oblé, výrazně zvlněné tvary nečleněného, lamelami pokrytého povrchu stavby jí vysloužily přezdívku Lední medvěd. Odpůrci stavby kritizovali nejasné vztahy městské části s investorem a její nedostatečnou kontrolou využití vlastního lukrativního pozemku. Dále kritizovali nedostatečnou a opožděnou komunikaci radnice s veřejností ohledně záměru stavby. Největší kritika se soustřeďovala na vlastní podobu budovy: nerespektování původního urbanistického plánu, vytváření nové výrazné dominanty bez nového plánu na dostavění zbylé části náměstí, nerespektování měřítka a prostorového uspořádání dle platné vyhlášky pro místní městskou památkovou zónu. Naopak návrh stavby pochválila např. architektka Eva Jiřičná či historik architektury Zdeněk Lukeš.

### Architektonická soutěž na novou podobu
V roce 2018 rada hlavního města Prahy pověřila Institut plánování a rozvoje hl. m. Prahy přípravou urbanistické soutěže na nové řešení Vítězného náměstí. Soutěž byla vyhlášena v dubnu 2018, v říjnu 2018 celkem 40 projektů posoudila porota a vybrala vítěze. Ten byl veřejně oznámen 13. listopadu 2018, je jím architektonický ateliér Pavla Hniličky – Pavel Hnilička architekti. Návrh tohoto ateliéru zpřístupňuje náměstí více chodcům či cyklistům. Nově je v něm řešena tramvajová doprava (kolem náměstí). Přibude mnoho stromů, uprostřed náměstí vznikne nový monument a pěší zóna. Studie by měla být dokončena do roku 2020. Předběžně jsou náklady na rekonstrukci odhadovány na 500 milionů korun bez DPH.

### Soutěž na dostavbu "4. kvadrantu"
Společnost Fourth Quadrant s.r.o. ve spolupráci s VŠCHT, hl. m. Praha, Prahou 6 a Institutem plánování a rozvoje vyhlásila 30. května 2022 mezinárodní architektonickou soutěž na dostavbu tzv. 4. kvadrantu náměstí mezi ulicemi Evropská a Jugoslávských partizánů. Do prvního kola soutěže bylo v říjnu 2022 porotou vybráno 10 ze 44 přihlášených architektonických týmů, v květnu 2023 bylo vybráno 5 finálových návrhů, vítězný návrh byl vybrán v září 2023. Stal se jím projekt vytvořený ve spolupráci holandskou architektonickou kanceláří Benthem Crouwel Architects a českým studiem OVA, jmenovitě architekty Jiřím Opočenským, Štěpánem Valouchem a Ondřejem Králíkem. Vítězný projekt byl představen 23. října 2023 v pražském Centru architektury a městského plánování, kde byly počínaje tímto datem zároveň vystaveny všechny finálové návrhy včetně jejich vizualizací a modelů.
V nově budovaných objektech se mají nacházet kanceláře, byty, obchody, služby, komunitní centrum Prahy 6 i nové výukové prostory VŠCHT včetně minipivovaru.

## Urbanistické řešení
Hlavní osu náměstí zvolil Engel ve směru Dejvické ulice, kde už byla částečně realizovaná zástavba dle dřívějšího šachovnicově pravoúhlého plánu. Pravoúhlá je i polovina náměstí okolo Dejvické, kde se nacházejí civilní domy s byty a obchody. Druhá polovina náměstí je půlkruhová a měla být vyhrazená pro slavnostnější veřejné stavby. Z nich byla realizována jen budova generálního štábu československé armády na západě. Symetricky proti ní byl prostor určený pro budoucí radnici, dnes využitý provizorním parkovištěm. Severozápadní čtvrtina byla vyhrazena pro kampus Českého vysokého učení technického se vstupní bránou v hlavní ose náměstí proti Dejvické ulici.
Hlavní osu doplňují dvě osy dopravní, jedna severo-jižní (Jugoslávských partyzánů-Svatovítská) a druhá západo-východní (Evropská-Čs. armády). Pravidelné uspořádání na osminy doplňuje osa menších ulic Buzulucké a Verdunské, které oddělují pravoúhlou a půlkruhovou část. Náměstí kruhovým objezdem a paprskovitě se rozbíhajícími ulicemi odpovídá Engelovi bližší radiální pojetí, které však na jihovýchodě tvůrčím způsobem zkombinoval se starším pravoúhlým uspořádáním.

## Plastiky umístěné na námestí
- Památník československým vojákům z II. světové války (sochař Jiří Plieštik, architektonické řešení Tomáš Novotný, 2004) [15]
- Michal Gabriel: Asteroid (dočasné umístění září 2020 - duben 2021)[16]
- Kurt Gebauer: Housenka raného kapitalismu (dočasné umístění březen - srpen 2021)[17]